# Dirk Coster (critique littéraire)
Dirk Coster (Delft, 1887 - idem, 1956) était un essayiste, critique littéraire et auteur dramatique néerlandais.
En faisant paraître en 1927 une anthologie de la poésie néerlandaise, qui connut plusieurs rééditions, et en fondant sa propre revue, où il publiait régulièrement ses comptes rendus critiques, il réussit à acquérir dans l’entre-deux-guerres un ascendant considérable auprès d’un très large public aux Pays-Bas. Sa démarche critique se caractérisait par la primauté accordée aux considérations morales, sociales et philosophiques, et, en corollaire, par une méconnaissance relative des aspects formels de la littérature. Une telle attitude le mit en conflit avec les partisans de l’art pour l’art, alors majoritaires dans les milieux littéraires néerlandais, pour qui tout texte ne parle jamais que de lui-même et pour qui la poésie ne doit obéir qu’à ses propres lois. Les adversaires de ceux-ci, tels que Du Perron et Ter Braak, qui admettaient la validité de critères de jugement moraux et philosophiques en littérature, n’en étaient pas davantage pour autant des alliés de Coster ― c’est d’ailleurs à Du Perron qu’il revint d’écrire contre lui en 1933 un véhément brûlot, dans lequel les prétentions moralisatrices et le ton emphatique de Coster était violemment attaqués et raillés. Peu après, son parti pris de toujours vouloir déceler derrière l’œuvre littéraire la personnalité de son auteur, le porta à se lancer dans une diatribe déplacée contre le roman Bint de Bordewijk, s’opiniâtrant notamment à voir dans les points de vue exprimés par les personnages de ce roman, qui se voulait une allégorie ― non une apologie ― du fascisme, le reflet des positions de l’écrivain lui-même. Déconsidéré et rejeté dans un isolement croissant, Coster vit son influence rapidement décliner à la fin des années 1930, et disparaître tout à fait après la guerre, au point de ne plus trouver d’éditeur pour publier ses études littéraires. Ses œuvres complètes, publiées à partir de 1961, constituent néanmoins un intéressant témoignage de l’intense vie littéraire néerlandaise des décennies 1920 et 1930.

## Biographie
Fils de charpentier indépendant, il passa son enfance dans sa ville natale et y poursuivit une scolarité limitée à l’enseignement primaire. Dès l’âge de treize ans, il trouva à s’employer, d’abord, pendant un mois, dans les bureaux d’une imprimerie de Delft, et ensuite, à partir de 1900, chez la Koninklijke Nederlandsche Gist- en Spiritusfabriek, entreprise delftoise de fabrication de levures et d’alcool à brûler, réputée à l’époque être socialement très en avance. Travaillant initialement à l’administration des salaires, il fut tôt versé au secrétariat du fondateur de l’entreprise, J.C. van Marken, dont l’état de santé ne permettait plus guère de faire autre chose que de s’occuper du bulletin du personnel. À cette même époque, Coster suivit les cours du soir organisés par l’entreprise, qui lui permirent de s’initier à la littérature néerlandaise. Cependant, en 1903, il remit sa démission afin de pouvoir se consacrer à la littérature. Sans doute fit-il ses premiers pas dans l’écriture au quotidien amstellodamois De Groene Amsterdammer, à supposer du moins qu’il n’avait pas auparavant participé à la rédaction du bulletin d’entreprise de son précédent employeur. En route vers l’Italie, où il se proposait de séjourner longuement, il fit à Bruxelles la rencontre de Pieter van der Meer de Walcheren, qui eut sur lui une profonde influence, et par qui il fit la connaissance de l’œuvre d’écrivains français, tels que Rimbaud, Villiers de l'Isle Adam, Léon Bloy etc. Il résida ensuite quelque temps à Paris.
De retour aux Pays-Bas, il fit paraître chez l’éditeur Meindert Boogaerdt, qui publiait alors beaucoup de jeunes auteurs, une traduction des Trois contes de Gustave Flaubert (1906). Pour le compte du même éditeur, il composa un florilège de la poésie néerlandaise, intitulé Honderd van de schoonste gedichten in de Nederlandsche taal, lequel, par suite de la faillite de Boogaerdt, ne parut pas. Les épreuves de cet ouvrage, qui avaient été conservées, servirent en 1927 de base à son livre De Nederlandsche poëzie in honderd verzen, qui connut de nombreux tirages, et qui est assurément, avec Nieuwe geluiden, anthologie de la poésie moderne (datée de 1924, et pourvue d’une importante préface), sa publication la plus connue. Sa première publication originale cependant fut un petit recueil d’aphorismes, intitulé Marginalia, paru en 1919, qui eut un franc succès à sa parution et fut même traduit dans plusieurs langues. 
Entre-temps, ayant fourni, en partie à l’instigation de l’écrivain Johan de Meester, plusieurs articles littéraires et recensions au quotidien De Nieuwe Rotterdamsche Courant et aux revues De Wereld, Europa et De Gids, il avait également acquis une certaine réputation en tant que critique littéraire, à la faveur de laquelle il fut amené parallèlement à prononcer d’innombrables conférences, généralement fort courues, sur le sujet de la littérature néerlandaise. Aussi son ascendant fut-il grand sur le public, dont il sut éveiller l’intérêt pour la littérature de son pays, en mettant l’accent plus particulièrement sur les aspects formels et surtout éthiques. Il se vit proposer de faire partie du comité de rédaction de la prestigieuse revue littéraire et culturelle De Gids, mais fit choix de fonder, conjointement avec son ami Just Havelaar, que De Gids semblait vouloir évincer, sa propre revue, nommée De Stem (litt. la Voix), dont il fit parvenir la plate-forme rédactionnelle à de potentiels collaborateurs en avril 1920, et le premier numéro de laquelle parut en janvier 1921. Dans cette revue, dont l’existence devait se prolonger jusqu’en 1941, Coster publia l’ensemble de son œuvre critique de ces années ; un premier recueil de ces articles, intitulé Verzameld Proza, de 1925, lui valut le prix C.W. van der Hoogt. Après la guerre, la revue De Nieuwe Stem, à tendance éthique comme son prédécesseur, fut fondée par Antonie Donker, ancien collaborateur de De Stem, mais Coster en fut tenu à l’écart, sans doute en raison de son appartenance à la Kultuurkamer (institution créée par l’occupant allemand et à laquelle étaient tenus de s’inscrire tous les artistes s’ils entendaient pouvoir continuer à exercer leur art) ― appartenance pour laquelle Coster ne fut pas inquiété à l’issue de la guerre et qui certes contredit son engagement précoce et déterminé contre le fascisme, attesté par le discours Waarheen gaan wij?... (litt. Où allons-nous ?) par lui prononcé à l’occasion du dixième anniversaire de sa revue. Après le brûlot que l’écrivain Eddi du Perron dirigea contre lui en 1933, Coster eut de plus en plus de mal de trouver un éditeur pour publier les recueils de ses articles, et nombre de ses écrits datant de peu avant ou d’après la guerre ne seront finalement publiés pour la première fois que dans l’édition de ses œuvres complètes. Néanmoins, ses articles gardent un intérêt historique, en tant que témoignages des luttes intellectuelles menées dans les années 1930 pour l’établissement de valeurs nouvelles. C’est assurément à juste titre que sa revue De Stem a pu être qualifiée de « point d’ancrage des courants humanistes et vitalistes de l’entre-deux-guerres ».

## Œuvre critique et vision de la littérature
La position de Dirk Coster dans le paysage littéraire des Pays-Bas de l’entre-deux-guerres apparaît paradoxale. En effet, s’il était, d’une part, un personnage très en vue, fort lu et suivi par un très large public ― ce qui conduisit le critique et poète Martinus Nijhoff, devant le vif succès de l’anthologie Nieuwe geluiden, à déclarer désabusé : « ce que Dirk Coster écrit, la moitié du pays le croit », mais avant d’ajouter ironiquement « ce que la moitié du pays croit, Dirk Coster l’écrit » ―, il s’était d’autre part isolé du monde littéraire en s’étant évertué, dans la préface de ladite anthologie, à évaluer la poésie systématiquement à l’aune de critères éthiques, récusant par conséquent la conception de l’art pour l’art, et s’aliénant par là les auteurs de son temps, qui pour la plupart adhéraient à cette conception. La critique littéraire est au premier chef, déclarait-il, « une curiosité psychologique pour la vie la plus intime de l’homme qui s’exprime » ; il s’ensuivit une attention privilégiée portée au contenu des œuvres, évaluées selon leurs implications morales, ainsi qu’à la personnalité de l’auteur, avec en contrepartie un intérêt moins marqué envers les aspects formels de la littérature. Vers 1935 donc, Dirk Coster, dont de nombreux littérateurs avaient dès le milieu des années 1920 attaqué avec véhémence la vision humaniste et idéaliste de la littérature, était un critique et essayiste relégué en marge de la vie littéraire et en vint à se considérer comme un véritable paria. Cela ne l’empêcha pas toutefois de continuer, dans l’isolement de sa propre revue, à prodiguer ses commentaires et jugements sur la littérature néerlandaise contemporaine, qualifiée par lui de « dépravée », coupable à ses yeux d’avoir renoncé aux « valeurs supérieures de la vie » au bénéfice de « cette existence ― froide, triomphante et vide d’idées ― faite de vitesse et de chaire saine », littérature qu’il cataloguait tout ensemble sous l’étiquette dépréciative de Nouvelle Objectivité (en néerl. Nieuwe Zakelijkheid). 

### Polémiques
Vorm of vent

La première intervention marquante de Coster en tant que critique littéraire fut sa polémique avec le poète Willem Kloos en mars 1912 dans la revue De Wereld : Coster défendait les droits de la personnalité dans la démarche critique, se faisant l’avocat d’une critique littéraire d’ordre supérieur, où il serait loisible au critique de développer ses propres idées et d’adopter un point de vue subjectif vis-à-vis de l’œuvre qu’il traite. Cette position se traduisait notamment par la préférence que, dans son anthologie Nieuwe geluiden, Coster manifestait pour les poètes expressionnistes de tendance humanitaire. Combattant résolument les attitudes esthéticistes et intellectualistes de son époque, il aspirait à réaliser une synthèse entre esthétique et éthique, cette dernière certes affranchie de tout dogmatisme. Cette conception le mettra aux prises avec un ensemble de jeunes auteurs groupés autour de la revue De Vrije Bladen, dont le principal porte-parole était le poète Martinus Nijhoff, et pour lesquels la poésie était autonome et constituait une réalité indépendante existant par elle-même ; poésie d’un côté, et réalité extérieure, vie et humanité de l’autre étaient des entités foncièrement différentes ; la création poétique valait en dehors de la façon dont l’avait conçue son auteur, valait détaché de lui, et aussi de l’objet extérieur auquel elle se référait ; la démarche critique devait, en corollaire, se libérer des diverses déterminations morales, sociales et politiques. Les autonomistes, parmi lesquels on compte, outre Nijhoff, Hendrik Marsman, le Flamand Paul van Ostaijen, et Dirk Binnendijk, conféraient à la poésie un statut supérieur et souverain, et s’efforçaient de la préserver des tendances, surgies à la fin des années 1920, à un retour vers une assise plus sociale, plus humaine, plus philosophique de la poésie.
La querelle culmina avec l’anthologie Prisma: bloemlezing uit de Nederlandse poëzie na 1918, parue en 1930, composée par Binnendijk, et conçue par lui pour être l’antipode à Nieuwe geluiden et aux idées éthico-humanistes de Dirk Coster. C’est du reste Binnendijk qui, dans son avant-propos, forgea la percutante formule allitérante vorm of vent (litt. la forme ou le gaillard), propre à résumer l’antinomie entre les préoccupations formelles des autonomistes, dont le maître-mot était vormkracht ('puissance formelle'), et l’attention portée par le camp opposé au gaillard, c'est-à-dire à l’auteur, sa vie, sa personnalité, et au-delà, la réalité, la société, tout l’aspect humain. Ce dernier camp, auquel appartenaient Menno ter Braak et Eddie du Perron, s’insurgeait contre les adulateurs de la forme et contre leurs conceptions autonomistes, qui aboutissaient à figer la poésie, à la rendre impersonnelle, et à en faire l’objet d’une divinisation indue. L’exigence de perfection technique comme principal critère d’évaluation de la poésie déboucherait sur l’épigonisme, l’esthéticisme et une certaine stérilité. Les ventistes revendiquaient le droit de juger les œuvres autant sur leur valeur communicative qu’esthétique. La poésie ne saurait être ni détachée de son auteur, ni affranchie de tout objet extérieur ; elle est habilitée à prendre appui sur des principes idéologiques. Cependant, les ventistes pour autant ne se rangeaient pas du parti de Dirk Coster ; selon eux en effet, le gaillard n’était pas tenu, au contraire de l’opinion de Coster, de satisfaire à des normes éthiques préalablement fixées. Coster fut même virulemment pris à partie par Du Perron dans un ouvrage intitulé Uren met Dirk Coster (1933), où la tendance de Coster à la boursouflure et aux idées éthérées était plus particulièrement brocardée (il est vrai que Du Perron modéra ses propos par la suite, par égard aux prises de positions sans équivoque de Coster contre le nazisme).
Bint

Il est une autre querelle emblématique de l’entre-deux-guerres dans laquelle Dirk Coster fut impliqué, et où les limites de la critique costérienne devinrent apparentes. En 1934, le romancier et nouvelliste Ferdinand Bordewijk fit paraître un court roman, Bint, dont le personnage éponyme, directeur d’école, met en pratique un système autoritaire basé sur la discipline, l’uniformité, une vision élitiste, et le principe d’obéissance au chef (Führerprinzip). Pour être une allégorie du fascisme, le livre ne pouvait en aucune façon, compte tenu des traits grossis, voire grotesques, et de l’intention satirique assez évidente, être interprété comme une apologie du fascisme. Mais Dirk Coster, trop pressé sans doute de voir dans toute œuvre littéraire le reflet direct de la personnalité de l’auteur, fut incapable en l’espèce de reconnaître les stratégies narratives du livre et d’y discerner ce qu’il y avait d’effort délibéré de transposition littéraire (notamment par un certain degré de caricature), et soupçonna Bordewijk de vouloir faire le lit du fascisme aux Pays-Bas. Coster écrivit en effet : « l’esprit de ce produit est une injure, une injure raffinée et sadique, faite au peu d’humanité et d’esprit que notre civilisation a réussi à acquérir à grand peine » ; et de s’interroger : « serions-nous plus proches du Troisième Reich néerlandais que nous le pensons ? » ― sa réponse cependant se voulait rassurante : « Non, Dieu merci, tant s’en faut que la caste des littérateurs, tout entière à remplir les gazettes et à ruminer ses complexes, se confonde avec le peuple hollandais, simple et sain, le peuple des travailleurs, des ingénieurs, des enseignants, des médecins, tous ceux qui accomplissent leur travail dans un dévouement et une contention non souillés de publicité. La pépinière est vigoureuse encore, en dépit du petit noyau de gouapes et de dévoyés, glorifié par le sieur Bordewijk » ; et enfin : « l’ensemble est une série de complexes d’infériorité perversement engendrés par un individu pas très heureux ». Bordewijk réagit en soulignant l’inanité d’attribuer à l’auteur les points de vue et le comportement de ses personnages, et en faisant observer que le système totalitaire décrit contenait en lui-même les germes de sa propre décomposition, et qu’en ce sens également Bint était à prendre comme une dénonciation ; c’était selon les termes de Bordewijk la « perfection qui sombre par l’effet de sa perfection même ». Bordewijk tenait le billet de Coster pour un exemple type de critique littéraire fausse, en ce qu’il ne répondait pas aux trois principes de base que lui-même s’appliquerait à observer lorsqu’il écrirait plus tard de la prose critique, savoir : impartialité, circonspection et compétence. Du reste, Dirk Coster ne récusera jamais son opinion sur Bint ; au contraire, dans Dagboek van de heer Van der Putten, il taxera à nouveau le livre d’apologie des « régimes à discipline de fer ».

## Prix littéraires et hommages

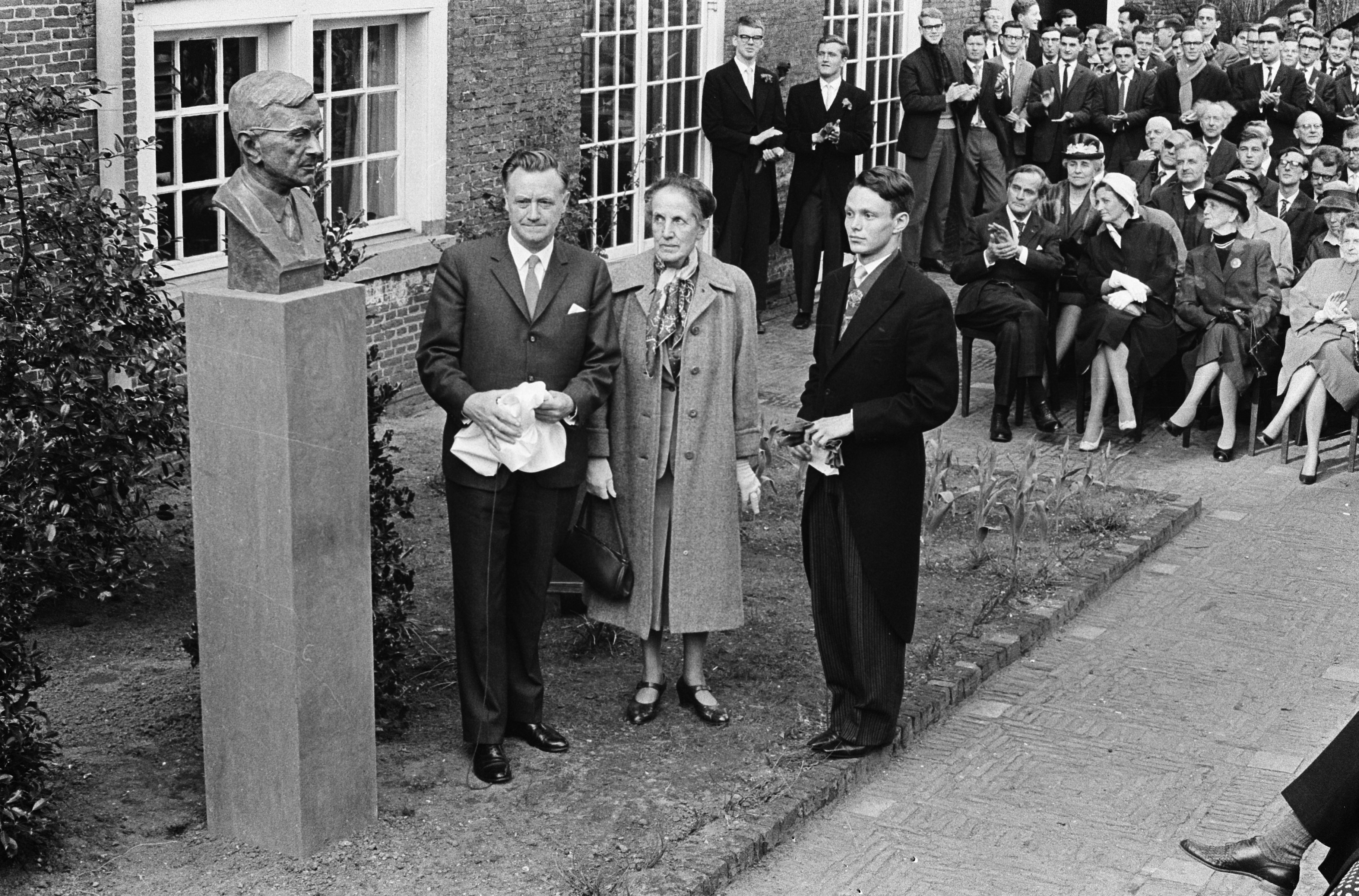
Buste de Dirk Coster (Delft)

Dirk Coster fut en 1926 récipiendaire du prix C.W. van der Hoogt pour Verzameld Proza, et reçut en 1953 le prix Marianne Philips pour l’ensemble de son œuvre. Il se vit décerner en 1954 le doctorat honoris causa de l’université d’Amsterdam.
La ville de Delft lui accorda le titre de citoyen d’honneur en 1952. Une place de Delft, la Dirk Costerplein, dans le quartier Voorhof, a été nommée en son honneur. En 1963, un buste de l’écrivain, réalisé par le sculpteur delftois Henk Étienne, fut posé dans le vieux centre de sa ville natale, le long du canal Oude Delft.

## Sources
- (nl) Article Dirk Coster dans Biografisch Woordenboek van Nederland, pour les données biographiques.
- (nl) Nederlandse Literatuur, een geschiedenis (ouvrage collectif sous la dir. de M.A. Schenkeveld-Van der Dussen), Martinus Nijhoff éd., Groningue 1993. En part. le chap. rédigé par W.J. van den Akker, p.642 et celui rédigé par Hans Anten, p.669.